# František Fridrich (knihovník)
František Fridrich (27. ledna 1879 Plavsko – 27. července 1943 Praha) byl státní knihovnický instruktor, legionář a odbojář.
Po maturitě na gymnáziu v Jindřichově Hradci v roce 1898 nastoupil ve Vídni jako účetní ministerstva financí. V roce 1902 začal být kulturně činný ve „Spolku pro šíření lidové osvěty ve Vídni“, který vznikl  pod patronací J .S. Machara, po proměně spolku na „Osvětový svaz dolnorakouský“ se stal jeho jednatelem. V roce 1912 a 1913 redigoval kalendáře vydávané tímto spolkem. Po vypuknutí 1. sv. války narukoval nejprve do Haliče a potom do pevnosti v Přemyšlu v Polsku. Po jejím dobytí byl 22. března 1915 zajat a odvezen do Ruska, v dubnu 1918 vstoupil do čs. legií a zúčastnil se boje o Omsk. Po návratu čs. legií do Československa v roce 1920 nastupuje na doporučení PhDr. Františka Drtiny do lidově-výchovného oddělení Ministerstva školství a národní osvěty jako knihovnický instruktor. V rámci své funkce zpracoval souhrnnou statistickou publikaci „Veřejné knihovny obecní v Československu 1919–1929“ a přeložil bibliopsychologické úvahy N. A. Rubakina „Jak psáti poučné knížky pro nejméně vzdělané čtenáře“. V roce 1931 Fridrich přešel do oddělení pro státní školy menšinové.
Ve spolku Beseda na Ořechovce založil rozsáhlou knihovnu. Byl předsedou Výboru pro postavení pomníku obětem světové války ve Střešovicích.

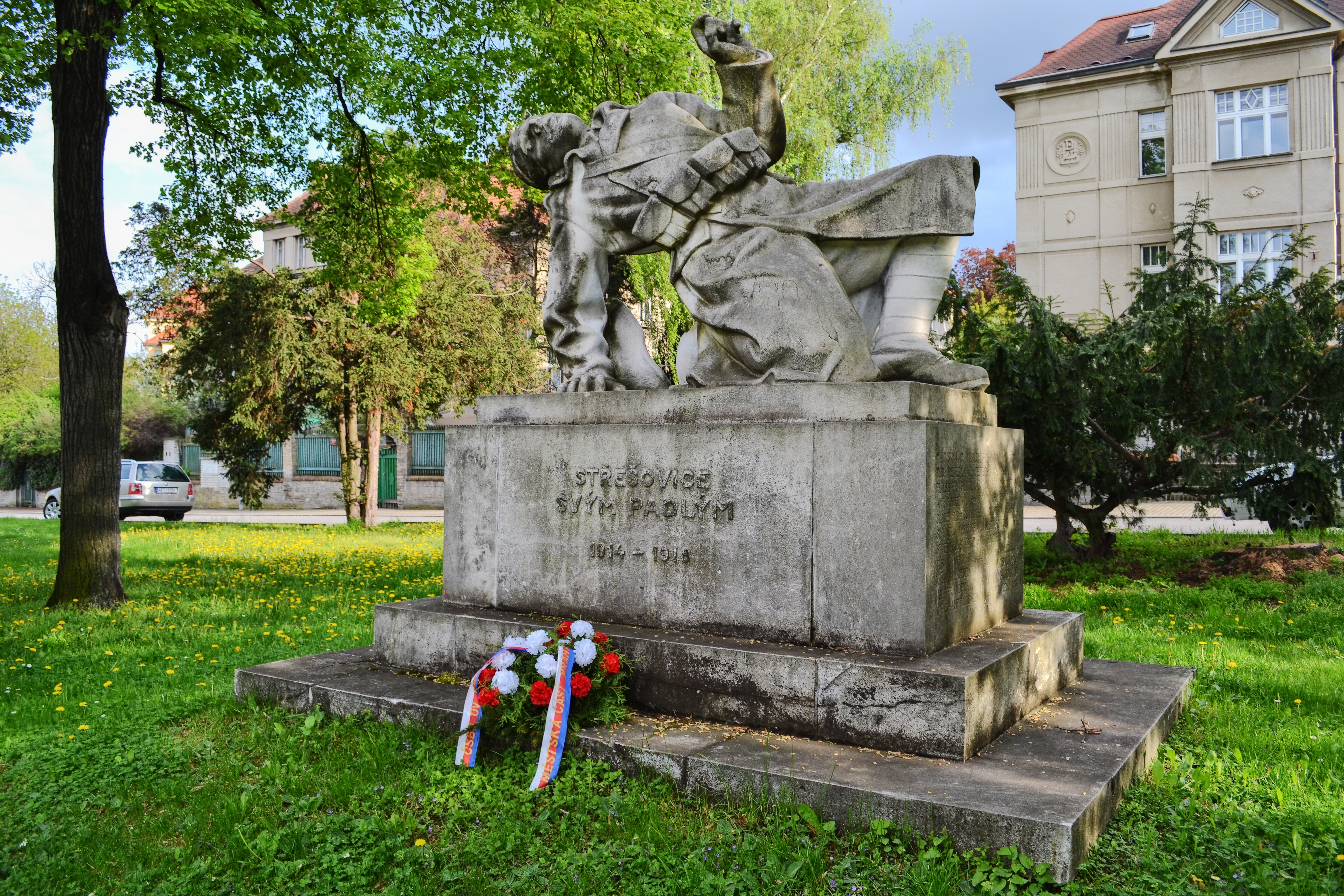
Pomník na Macharově náměstí

Pomník padlého vojína na Macharově náměstí (dříve Náměstí Na Ořechovce) byl 28. října 1929 slavnostně odhalen a za účasti mnoha osobností předán městu Praze. V dubnu Fridrich 1937 odešel do výslužby. Jako předseda spolku Červeného kříže ve Střešovicích a velitel Civilní požární ochrany se na Ořechovce zasadil o zřízení čtyř obecních pump jako rezervy, ze které bylo možné zásobovat obyvatelstvo v případě ohrožení zdroje pitné vody z vodovodního řádu. V roce 1939 se zapojil od odboje. Spolupracoval s prof. Čížkem z Klidné ulice v PVVZ a byl ve spojení s Třemi králi – vojáky Mašínem, Balabánem a Morávkem, pro které zajišťoval doklady a zbraně. V roce 1941 pomohl obstarat doklady pro letce uprchlé ze zajateckého tábora v polské Ratiboři kapitána Kennedy W. Wrighta, seržanta Tommy G. Rosse, Emanuela Novotného a Jana Kupku. Další důležitou částí jeho práce bylo zajišťování finančních podpory pro rodiny zatčených odbojářů. On sám měl pro případ zatčení v zubu ampulku s jedem, když však k jeho zatčení skutečně došlo, jed neúčinkoval. Aby nic nevyzradil, vyskočil během výslechu v nestřeženém okamžiku z okna kanceláře Petschkova paláce ve třetím patře. V bezvědomí byl převezen do nemocnice v Podolí, kde 27. července 1943 v půl čtvrté odpoledne zemřel. Na jeho domě v Západní ulici 33/256 na Ořechovce byla péčí Jednoty čs. obce legionářské a spolku čs. Červeného kříže 28. září 1947 osazena bronzová pamětní deska. V roce 1946 byl vyznamenán válečným křížem 1939 „In memoriam“